# Sherwin Josepha
Sherwin Richené Fransiscus Josepha (Curaçao, 17 september 1972) is een voormalig minister van Sociale Ontwikkeling, Arbeid en Welzijn van Curaçao.

## Leven
Josepha doorliep zijn middelbare schoolopleiding deels op Curaçao, deels in Nederland. Op Curaçao bezocht hij het Maria Immaculata Lyceum en in Nederland de Van der Capellen Scholengemeenschap. In 2001 studeerde hij af in civiele techniek aan de Christelijke Hogeschool Windesheim in Zwolle. Hij begon zijn loopbaan als tekenaar, assistent-projectleider en zuiveringstechnicus, onder meer bij de Dienst Waterbeheer en Riolering van Amsterdam. Na zijn terugkeer op Curaçao in 2005 was hij bij de Dienst Openbare Werken (DOW) werkzaam als projectmanager belast met infrastructurele projecten. Vanaf 2010 is Josepha fractiemedewerker van de Pueblo Soberano (PS) in de Staten van Curaçao. In 2012 werd hij op voordracht van de PS benoemd tot minister van Sociale Ontwikkeling, Arbeid en Welzijn (SOAW) in het zakenkabinet Hodge.
Josepha was bestuurlijk actief als voorzitter van de stichting Schouwburg Curaçao (ABC) en bestuurslid van het Autobusbedrijf Curaçao en Fundashon Kas Popular (FKP).